# El Rivet
El Paraje Natural Municipal El Rivet, con una superficie de 16,00 ha, se localiza en el término municipal de Benasal en la provincia de Castellón.

## Descripción
Este Paraje constituye una espléndida muestra de bosque de quejigo o roble valenciano Este tipo de bosque en otros tiempos cubría grandes extensiones del territorio de la Comunidad Valenciana, pero en la actualidad sólo es posible encontrarlos en un reducido número de enclaves. Si a ello añadimos que el bosque de El Rivet lo forman ejemplares de roble de gran porte, hasta el punto de que dos de ellos merecen la consideración de árboles monumentales, tendremos ya sobradamente justificada la protección de este enclave.
Pero no sólo se encuentran robles en el bosque de El Rivet. Ejemplares de encina, uno de los cuales merecería también la consideración de monumental, un ejemplar de hiedra de impresionante porte y especies de violetas, prímulas y ejemplares de trébol dorado y de algunas orquídeas forman el cortejo florístico del bosque, y revisten gran interés para la conservación, por ser muchas de ellas endémicas del ámbito ibero-levantino. Merece asimismo destacarse la presencia de Succisa pratensis y Listerata ovata, especies ambas relictas de la flora eurosiberiana y testigos vivos de otras épocas de clima más frío, que son responsables, asimismo, del interés que provocó la declaración de la microrreserva de flora El Rivet, de 2,4 ha, que queda incluida dentro de este paraje natural.
A este indudable interés científico, hay que añadir el indudable atractivo paisajístico del paraje: situado en las proximidades del histórico balneario de En Segures, a unos 900 metros de altitud, ofrece bellas panorámicas de las impresionantes montañas maestracenses, un inmenso paisaje de muelas y barrancos por los que circulan encajados ríos y ramblas de gran belleza. 
- Fue declarado Paraje Natural Municipal por Acuerdo del Consejo de la Generalidad Valenciana de fecha 4 de marzo de 2005. (En este artículo se recoge texto del acuerdo (enlace roto disponible en Internet Archive; véase el historial, la primera versión y la última).).

- Datos: Q8773404